# Manuel Abreu Faguaga
Manuel Abreu Faguaga (Minas, 8 de marzo de 1977) es un exfutbolista uruguayo. Militó en diversos clubes de Uruguay, Chile, Colombia y El Salvador.

## Clubes
| Club                   | País        | Año       |
| ---------------------- | ----------- | --------- |
| Defensor Sporting      | Uruguay     | 1997-1999 |
| Racing de Montevideo   | Uruguay     | 2000      |
| Unión San Felipe       | Chile       | 2001      |
| Deportivo Colonia      | Uruguay     | 2001      |
| Deportes Temuco        | Chile       | 2002      |
| Cobresal               | Chile       | 2002      |
| Coquimbo Unido         | Chile       | 2003      |
| Luis Ángel Firpo       | El Salvador | 2003-2005 |
| Tacuarembó             | Uruguay     | 2005      |
| Liverpool              | Uruguay     | 2006-2007 |
| Independiente Santa Fe | Colombia    | 2007      |
| Montevideo Wanderers   | Uruguay     | 2008      |
| Miramar Misiones       | Uruguay     | 2009-2012 |